# Atilio Borón
Atilio Alberto Borón (Buenos Aires, 1 de julio de 1943) es un sociólogo, politólogo, catedrático, ensayista argentino de izquierda. Es doctorado en Ciencia Política por la Universidad Harvard (en Massachusetts) y profesor consulto de la Facultad de Ciencias Sociales de la Universidad de Buenos Aires e investigador adscripto al IEALC (Instituto de Estudios de América Latina y el Caribe) de dicha facultad. 
Es director del Ciclo de Complementación Curricular en Historia de América Latina de la Facultad de Humanidades y Artes de la Universidad Nacional de Avellaneda, y dirige el PLED (Programa de Educación a Distancia en Ciencias Sociales del Centro Cultural de la Cooperación Floreal Gorini). De extensa carrera en el campo de las Ciencias Sociales, hace unos años se retiró como investigador superior del CONICET, categoría máxima de esa institución para la carrera de investigador científico.

## Biografía

### Formación académica
En 1965 se graduó como licenciado en Sociología con diploma de honor en la Universidad Católica Argentina (UCA) de Buenos Aires.
En 1968 obtuvo un magíster en Ciencia Política en la Facultad Latinoamericana de Ciencias Sociales (FLACSO) de Santiago de Chile.
En 1969 participó en un curso de verano organizado por la Universidad de Míchigan (en Ann Arbor) sobre metodologías cuantitativas avanzadas para el estudio de la política.
En 1974 recibió una beca de la Fundación Ford para estudiar en Estados Unidos.
En julio de 1976 obtuvo su doctorado (Ph. D.) en Ciencia Política de la Universidad Harvard, en Cambridge (Massachusetts), con la aprobación de su tesis doctoral La formación y crisis del Estado oligárquico argentino (1880-1930).
Ha sido distinguido con varios doctorados honoris causa por las universidades nacionales de Córdoba, Cuyo, Misiones y Salta en Argentina, por la universidad del Pilar de Paraguay y la Universidad Nacional Experimental Rafael María Baralt de Venezuela.
Ha sido galardonado con numerosas distinciones y premios, entre los que sobresalen el Premio Libertador de Pensamiento Crítico (2013), la declaración como «personalidad destacada de las ciencias sociales» por la Legislatura de la Ciudad de Buenos Aires, mediante ley de fecha 13 de noviembre de 2014, el Premio Democracia 2017 en la categoría «Pensamiento argentino», conferido por el Centro Cultural Caras y Caretas de Buenos Aires.
El sueño del Marqués. Vargas Llosa, una pluma al servicio del imperio (Buenos Aires: UNDAV y CCC, 2021)
- El Hechicero de la Tribu. Mario Vargas Llosa y el liberalismo en América Latina (1ª edición). AKAL. 2019. ISBN 978-607-98185-9-3. Este libro ha sido publicado en España y numerosos países de Latinoamérica y el Caribe. Próxima publicación en idioma inglés, francés y alemán.

## Polémicas
A fines de mayo de 2017, Borón alertó sobre el uso de la fuerza en Venezuela:

Siguiendo el guion pautado por los expertos y estrategas de la CIA, especializados en desestabilizar y demoler gobiernos, en Venezuela la contrarrevolución produjo un «salto de calidad»: del calentamiento de la calle, fase inicial del proceso, se pasó a una guerra civil no declarada como tal pero desatada con inusual ferocidad. Ya no se trata de guarimbas, de ocasionales refriegas o de violentos disturbios callejeros. Los ataques a escuelas, hospitales infantiles y maternidades; la destrucción de flotas enteras de autobuses; los saqueos y los ataques a las fuerzas de seguridad, inermes con sus cañones de agua y gases lacrimógenos ante la ferocidad de los mercenarios de la sedición y el linchamiento de un joven al grito de «chavista y ladrón» son síntomas inequívocos que proclaman a los gritos que en Venezuela el conflicto ha escalado hasta convertirse en una guerra civil que ya afecta a varias ciudades y regiones del país.
Atilio Borón